# Ivanovci (Foča, BiH)
Ivanovci su selo kod Foče. U Ivanovcima su živjeli posljednji autohtoni katolici fočanskog kraja. Živjeli su do kraja 19. stoljeća.
Biskupski vikar Trebinjske biskupije don Vidoje Maslać (Novaković) posvjedočio je u pismu Zemaljskoj vladi BiH od 5. rujna 1840. da u nevesinjskom i fočanskom kotaru žive katolici Trebinjsko-mrkanske biskupije. Ispitivanja srpskog etnografa Milenka S. Filipovića potvrđuju da je u okolini Foče bilo katolika. Svjedočanstva kažu da je posljednji (autohtoni) katolik umro je u selu Ivanovcima. "Kažu, da je bio starenik. On se 1882. digao i zajedno s ostalim borio protiv Austrije".